# Église Saint-Martin d'Harly
L'église Saint-Martin d'Harly est une église située sur le territoire de la commune de Harly, dans le département de l'Aisne, en France.